# Groenlandse kabeljauw
De Groenlandse kabeljauw (Gadus ogac) is een straalvinnige vis uit de familie van kabeljauwen (Gadidae), orde van kabeljauwachtigen (Gadiformes). De vis kan een lengte bereiken van 77 cm. De hoogst geregistreerde leeftijd is 12 jaar. 

## Leefomgeving
De Groenlandse kabeljauw komt in zeewater en brak water voor. De vis leeft hoofdzakelijk in het westen van de Atlantische Oceaan van de monding van de Saint Lawrencerivier tot West-Groenland. Daarnaast zijn er geïsoleerde populaties in de Witte Zee. Deze kabeljauw is sterk aan kustwateren gebonden, de diepteverspreiding is 0 tot 200 m onder het wateroppervlak. De populatieomvang van deze soort neemt af. 

## Relatie tot de mens
De Groenlandse kabeljauw is voor de beroepsvisserij van aanzienlijk belang. 